# Jimmy Conlin
James Patrick „Jimmy“ Conlin (* 14. August 1884 in Camden, New Jersey; † 7. Mai 1962 in Encino, Los Angeles, Kalifornien) war ein US-amerikanischer Schauspieler.

## Leben und Karriere
Jimmy Conlin begann seine Showkarriere als Vaudeville-Künstler auf verschiedenen Bühnen in den USA. Mit seiner Ehefrau Myrtle Glass bildete er ein Tanz- und Gesangsduo namens „Conlin and Glass“. In seinem ersten Film, der Kurzfilm-Komödie The Gladitor von 1928, stand er gemeinsam mit ihr in den Hauptrollen vor der Kamera. Ab 1932 wandte er sich dem Filmgeschäft in Hollywood zu, nachdem die Vaudeville-Shows an Beliebtheit verloren hatten.
Zwischen 1928 und 1959 trat Conlin in insgesamt über 150 Film- und Fernsehproduktionen auf, meistens in kleineren bis mittleren Nebenrollen. In den 1930er-Jahren blieben seine Rollen fast alle im Abspann unerwähnt, was sich etwas änderte, als Komödienregisseur Preston Sturges ihn zu einem seiner Lieblingsschauspieler erkor und ihn in den meisten seiner Filme einsetzte. Mit seiner unverkennbaren Erscheinung – schmächtig gebaut, mit verwitterten Gesichtszügen und häufig einer Brille ausgestattet – wurde Conlin anschließend oft in komischen und schreckhaften Nebenrollen besetzt. Seine wohl umfangreichste und eindrucksvollste Rolle spielte er 1947 in der Komödie Verrückter Mittwoch von Sturges, in der er als Gelegenheitsganove und Kneipensäufer „Wormy“ zum loyalen Sidekick der von Harold Lloyd verkörperten Hauptfigur wird. 1950 spielte er in der Komödie Der Weihnachtswunsch einen alternden Vaudeville-Künstler, der von seinem Vermieter auf die Straße gesetzt wird. In den 1950er-Jahren verringerte er sein Drehpensum, unternahm aber auch einige Ausflüge in das US-Fernsehen. So hatte er eine wiederkehrende Rolle als Barkeeper in der von den Hal Roach Studios produzierten Sitcom Duffy's Tavern von 1954. Eine seiner letzten Rollen übernahm er 1959 in dem Filmklassiker Anatomie eines Mordes von Otto Preminger.
Conlin war dreimal verheiratet: Seine erste Ehe, aus der er zwei Kinder hatte, wurde geschieden. 1918 heiratete er die Schauspielkollegin Myrtle Glass (1897–1945), mit der er ein Kind hatte und bis zu ihrem frühen Tod verheiratet blieb. In dritter Ehe war er bis zu seinem Tod mit Dorothy Ryan in einer Ehe. Der Schauspieler war auch privat mit Preston Sturges befreundet und half diesem nach dessen Karriereabsturz in den 1950er-Jahren aus, wo er konnte. Jimmy Conlin starb im Mai 1962 im Alter von 77 Jahren nach längerer Krankheit.

## Filmografie (Auswahl)
- 1928: The Gladiator (Kurzfilm)
- 1933: Parade im Rampenlicht (Footlight Parade)
- 1936: Rose-Marie
- 1937: Manuel (Captains Corageous)
- 1938: Mannequin
- 1938: Sweethearts
- 1938: Brennendes Feuer der Leidenschaft (The Shining Hour)
- 1938: The Big Broadcast of 1938
- 1939: Idiot’s Delight
- 1939: Nancy Drew – Reporter
- 1940: Swing-Romanze (Second Chorus)
- 1940: Mein kleiner Gockel (My Little Chickadee)
- 1940: Der große McGinty (The Great McGinty)
- 1940: Weihnachten im Juli (Christmas in July)
- 1940: Charlie Chan im Wachsfigurenkabinett (Charlie Chan at the Wax Museum)
- 1940: Der große Edison (Edison, the Man)
- 1941: Ridin’ on a Rainbow
- 1941: Ufer im Nebel (Out of the Fog)
- 1941: Die Falschspielerin (The Lady Eve)
- 1941: Sullivans Reisen (Sullivan's Travels)
- 1942: Atemlos nach Florida (The Palm Beach Story)
- 1942: Die Frau, von der man spricht (Woman of the Year)
- 1942: In Freundschaft verbunden (Old Acquaintance)
- 1943: Sensation in Morgan’s Creek (The Miracle of Morgan's Creek)
- 1943: Hitler’s Madman
- 1943: This Is the Army
- 1943: Laurel und Hardy: Die Wunderpille (Jitterbugs)
- 1944: Es geschah morgen (It Happened Tomorrow)
- 1944: Sommerstürme (Summer Storm)
- 1944: Heil dem siegreichen Helden (Hail the Conquering Hero)
- 1944: The Great Moment
- 1944: Ali Baba und die vierzig Räuber (Ali Baba and the Forty Thieves)
- 1945: Das Bildnis des Dorian Gray (The Picture of Dorian Gray)
- 1945: G. I. Honeymoon
- 1945: Mord in der Hochzeitsnacht (Fallen Angel)
- 1946: Blau ist der Himmel (Blue Skies)
- 1946: Erfüllte Träume (Two Sisters from Boston)
- 1947: Verrückter Mittwoch (The Sin of Harold Diddlebock)
- 1947: Trauer muss Elektra tragen (Mourning Becomes Electra)
- 1947: Seven Keys to Baldpate
- 1947: Der Windhund und die Lady (The Hucksters)
- 1949: Tulsa
- 1949: Die sündige Stadt (The Inspector General)
- 1949: Vor verschlossenen Türen (Knock On Any Door)
- 1950: Der Weihnachtswunsch (The Great Rupert)
- 1951: On Dangerous Ground
- 1952: Jazz Singer (The Jazz Singer)
- 1954: Duffy’s Tavern (Fernsehserie, 38 Folgen)
- 1955: Komödiantenkinder (The Seven Little Foys)
- 1959: Anatomie eines Mordes (Anatomy of a Murder)
- 1959: Die 9-Meter-Braut (The 30 Foot Bride of Candy Rock)